# Eucalathis trigona
Eucalathis trigona är en armfotingsart som först beskrevs av John Gwyn Jeffreys 1878.  Eucalathis trigona ingår i släktet Eucalathis och familjen Chlidonophoridae. Inga underarter finns listade i Catalogue of Life.